# Trung Luzon
Trung Luzon là một vùng của Philippines. Vùng nằm trên một đồng bằng rộng lớn nhất nước ở trung tâm của đảo Luzon, đây là vùng sản xuất lúa gạo lớn nhất Philippines, vùng còn được mệnh danh là "Kho thóc của Philippines". Các tỉnh trong vùng gồm có Aurora, Bataan, Bulacan, Nueva Ecija, Pampanga, Tarlac và Zambales.
Vùng Trung Luzon nằm ở phía bắc của thủ đô Manila. Vùng giáp với các vùng Ilocos, Vùng Hành chính Cordillera và Thung lũng Cagayan ở phía bắc, Vùng Thủ đô Quốc gia, vùng CALABARZON và vịnh Manila ở phía nam; giáp với Biển Đông ở phía tây và Biển Philippines ở phía đông.

## Hành chính
Trung Luzon có 7 tỉnh, 13 thành phố 117 đô thị tự trị và 3.102 barangay.
| Tỉnh/Thành phố     | Thủ phủ                | Diện tích (km²) | Dân số (2000) | Dân số (2007) |
| ------------------ | ---------------------- | --------------- | ------------- | ------------- |
| Aurora             | Baler                  | 3.147,32        | 173.797       | 187.802       |
| Bataan             | Balanga                | 1,372.98        | 557,659       | 662,153       |
| Bulacan            | Malolos                | 2.774,85        | 2.234.088     | 2.826.936     |
| Nueva Ecija        | Palayan                | 5.751,33        | 1.659.883     | 1.853.853     |
| Pampanga           | Thành phố San Fernando | 1.984,72        | 1.882.730     | 1.911.951     |
| Tarlac             | Thành phố Tarlac       | 2.736,64        | 1.068.783     | 1.243.449     |
| Zambales           | Iba                    | 3.529,40        | 433.538       | 493.085       |
|                    |                        |                 |               |               |
| Thành phố Angeles  | —                      | 60,27           | 263.971       | 314.493       |
| Thành phố Olongapo | —                      | 185,00          | 194.260       | 227.270       |

¹ Thành phố Angeles và Thành phố Olongapo là các thành phố đô thị hóa cao; được ước tính ngoài các tỉnh Pampanga và Zambales.

### Thành phố
Vùng Trung Luzon có tới 13 thành phố:
| Thành phố                | Tỉnh        | Phân loại thành phố | Xếp hạng | Diện tích (km²) | Dân số (2007) | Mật độ (/km2) |
| ------------------------ | ----------- | ------------------- | -------- | --------------- | ------------- | ------------- |
| Thành phố Angeles        | Pampanga    | Đô thị hóa cao      | 1        | 66,16           | 314.493       | 4.753         |
| Balanga                  | Bataan      | Hợp thành           | 4        | 111,63          | 84.105        | 753,4         |
| Cabanatuan               | Nueva Ecija | Hợp thành           | 1        | 282,75          | 259.267       | 1.026         |
| Gapan                    | Nueva Ecija | Hợp thành           | 4        | 164,44          | 98.795        | 600,8         |
| Malolos                  | Bulacan     | Hợp thành           | 3        | 77,25           | 223.069       | 3.314         |
| Meycauayan               | Bulacan     | Hợp thành           | 3        | 32,10           | 196.569       | 6.123,6       |
| Thành phố Khoa học Muñoz | Nueva Ecija | Hợp thành           | 4        | 163,05          | 71.669        | 439,6         |
| Olongapo                 | Zambales    | Đô thị hóa cao      | 1        | 185,00          | 227.270       | 1.228,5       |
| Palayan                  | Nueva Ecija | Hợp thành           | 5        | 101,40          | 33.506        | 685           |
| Thành phố San Fernando   | Pampanga    | Hợp thành           | 1        | 67,74           | 269.365       | 3.977         |
| Thành phố San Jose       | Nueva Ecija | Hợp thành           | 3        | 185,99          | 122.353       | 657,8         |
| San Jose del Monte       | Bulacan     | Hợp thành           | 1        | 165,10          | 439.090       | 2659,5        |
| Tarlac                   | Tarlac      | Hợp thành           | 1        | 274,66          | 314.155       | 1,143,8       |